# Rumex venosus
Rumex venosus är en slideväxtart som beskrevs av Frederick Traugott Pursh. Rumex venosus ingår i släktet skräppor, och familjen slideväxter. Inga underarter finns listade i Catalogue of Life.